# سمیلووتسی (بلغارستان)
سمیلووتسی (به بلغاری: Smilovtsi) یک منطقهٔ مسکونی در بلغارستان است که در شهرستان گابروو واقع شده‌است.